# SAMPA-Transkribierungscodes
Der SAMPA-Transkribierungscode ist ein Standard, um Lautschrift in 7-Bit-ASCII darstellen zu können.
Das Problem besteht darin, dass verschiedene Laute (Phoneme) mit gleichen Buchstaben (aber auch umgekehrt) abgebildet werden. Beispielsweise wird das „y“ mal wie ein „ü“ gesprochen (z. B. im Wort „Lyrik“) oder wie ein „j“ (z. B. im Fremdwort „Yacht“ – Nebenform „Jacht“). Oder beim „o“ werden zwei Varianten unterschieden, das sog. „offene o“ wie z. B. im Wort „Sonne“ und das „geschlossene o“ wie z. B. im Wort „Mond“. Will man diese Unterschiede in einer Lautschrift darstellen, so benötigt man beispielsweise zwei Zeichen für die verschiedenen Versionen des Buchstabens „o“. Bei der SAMPA-Transkription wird versucht, den verschiedenen Phonemen entsprechende ASCII-Zeichenkombinationen zuzuordnen.
Dies ist eine fast vollständige Version des SAMPA-Transkribierungcodes.

## Vokale
| SAMPA: Vereinfachte Liste der Vokale (Selbstlaute) | SAMPA: Vereinfachte Liste der Vokale (Selbstlaute)             | SAMPA: Vereinfachte Liste der Vokale (Selbstlaute)                               | SAMPA: Vereinfachte Liste der Vokale (Selbstlaute)                                             |
| SAMPA                                              | IPA                                                            | Beschreibung                                                                     | Beispiele                                                                                      |
| -------------------------------------------------- | -------------------------------------------------------------- | -------------------------------------------------------------------------------- | ---------------------------------------------------------------------------------------------- |
| i                                                  | i                                                              | vorderer, geschlossener, ungerundeter Vokal                                      | Deutsch mieten, Englisch see, Französisch vite, Spanisch sí                                    |
| I                                                  | Kapitälchen-I                                                  | vorderer, fast geschlossener, ungerundeter Vokal, etwas zentraler und ungespannt | Deutsch mit, Englisch city                                                                     |
| e                                                  | e                                                              | vorderer, halb geschlossener, ungerundeter Vokal                                 | Deutsch mehr, Französisch année, Italienisch rete, Katalanisch més                             |
| E                                                  | ε (griechisches Epsilon)                                       | vorderer, halb offener, ungerundeter Vokal                                       | Deutsch Herr, Englisch bed, Französisch même, Italienisch ferro, Katalanisch mes               |
| {                                                  | ae-Ligatur, æ                                                  | vorderer, offener, ungerundeter Vokal                                            | Englisch cat                                                                                   |
| y                                                  | y                                                              | vorderer, geschlossener, gerundeter Vokal                                        | Deutsch Tür, Französisch du                                                                    |
| 2                                                  | o mit Schrägstrich, ø                                          | vorderer, halb geschlossener, gerundeter Vokal                                   | Deutsch Höhle, Französisch deux                                                                |
| 9                                                  | oe-Ligatur, œ                                                  | vorderer, halb offener, gerundeter Vokal                                         | Deutsch Hölle, Französisch neuf                                                                |
| 1                                                  | i mit Querstrich, ɨ                                            | zentraler, geschlossener, ungerundeter Vokal                                     | Russisch мышь [m1S] (dt. Maus), Türkisch Yılmaz                                                |
| @                                                  | ə (auf dem Kopf stehendes e) – Schwa                           | zentraler, neutraler, ungerundeter Vokal                                         | Deutsch bitte, Englisch about, winner                                                          |
| 6                                                  | ɐ (auf dem Kopf stehendes a)                                   | zentraler, neutraler, ungerundeter Vokal mit r-Färbung                           | Deutsch besser                                                                                 |
| 3                                                  | ɜ (gespiegeltes griechisches Epsilon)                          | vorderer, halb offener, ungerundeter Vokal, etwas zentraler und ungespannt       | Englisch bird                                                                                  |
| a                                                  | a                                                              | zentraler, offener Vokal                                                         | Deutsch Haar, Französisch bateau, lac, Spanisch da                                             |
| }                                                  | u mit Querstrich, ʉ                                            | zentraler, geschlossener, gerundeter Vokal                                       | Schottisches Englisch pool, Schwedisch sju                                                     |
| 8                                                  | o mit Querstrich, ɵ                                            | zentraler, neutraler, gerundeter Vokal                                           | Schwedisch kust                                                                                |
| &                                                  | OE-Ligatur als Kapitälchen, ɶ                                  | vorderer, offener, gerundeter Vokal                                              | ???                                                                                            |
| M                                                  | ɯ (gespiegeltes und auf dem Kopf stehendes m)                  | hinterer, geschlossener, ungerundeter Vokal                                      | Japanisch fuji, Vietnamesisch ư Koreanisch 으                                                  |
| 7                                                  | ɤ (gestauchtes griechisches Gamma)                             | hinterer, halb geschlossener, ungerundeter Vokal                                 | Vietnamesisch ơ Koreanisch 어                                                                  |
| V                                                  | ʌ (auf dem Kopf stehendes v)                                   | hinterer, halb offener, ungerundeter Vokal                                       | RP und US-Englisch run, enough                                                                 |
| A                                                  | ɑ (Schreibschrift-a)                                           | hinterer, offener, ungerundeter Vokal                                            | Englisch arm, Standardfranzösisch âme, Bayerisch wahr                                          |
| u                                                  | u                                                              | hinterer, geschlossener, gerundeter Vokal                                        | Deutsch Hut, Englisch soon, Französisch goût, Spanisch tú                                      |
| U                                                  | ʊ (griechisches Omega als Großbuchstabe, auf dem Kopf stehend) | hinterer, geschlossener, gerundeter Vokal, etwas zentraler und ungespannt        | Deutsch Mutter, Englisch put                                                                   |
| o                                                  | o                                                              | hinterer, halb geschlossener, gerundeter Vokal                                   | Deutsch Sohle, Französisch beau, Italienisch dove, Katalanisch ona, Schottisches Englisch boat |
| O                                                  | ɔ (gespiegeltes c)                                             | hinterer, halb offener, gerundeter Vokal                                         | Deutsch Wort, Englisch caught, Italienisch uomo, Katalanisch dona                              |
| Q                                                  | ɒ (senkrecht gespiegeltes Schreibschrift-a)                    | hinterer, offener, gerundeter Vokal                                              | Ungarisch nagy (dt. groß)                                                                      |

| i I | y Y |

| 1 | } |

| M | u U |

| e | 2 |

| @\ | 8 |

| 7 | o |

| E | 9 |

| 3 | 3\ |

| V | O |

| { |

| a | & |

| A | Q |

## Konsonanten
| SAMPA: Vereinfachte Liste der Konsonanten (Mitlaute) | SAMPA: Vereinfachte Liste der Konsonanten (Mitlaute)                  | SAMPA: Vereinfachte Liste der Konsonanten (Mitlaute) | SAMPA: Vereinfachte Liste der Konsonanten (Mitlaute)                    |
| SAMPA                                                | IPA                                                                   | Beschreibung                                         | Beispiele                                                               |
| ---------------------------------------------------- | --------------------------------------------------------------------- | ---------------------------------------------------- | ----------------------------------------------------------------------- |
| p                                                    | p                                                                     | stimmloser, bilabialer Plosiv                        | Deutsch Post, Englisch pen                                              |
| b                                                    | b                                                                     | stimmhafter, bilabialer Plosiv                       | Deutsch Butter, Englisch but                                            |
| t                                                    | t                                                                     | stimmloser, alveolarer Plosiv                        | Deutsch Tuch, Englisch two                                              |
| d                                                    | d                                                                     | stimmhafter, alveolarer Plosiv                       | Deutsch Dame, Englisch do                                               |
| tS                                                   | ʧ                                                                     | stimmlose, postalveolare Affrikate                   | Deutsch Deutsch, Englisch chair, Spanisch mucho, Italienisch cena       |
| dZ                                                   | ʤ                                                                     | stimmhafte, postalveolare Affrikate                  | Deutsch Dschungel, Englisch gin, joy, Italienisch giorno                |
| c                                                    | c                                                                     | stimmloser, palataler Plosiv                         | Griechisch [ce] (dt. und)                                               |
| J\                                                   | ɟ (j ohne Punkt und mit Querstrich)                                   | stimmhafter, palataler Plosiv                        | Ungarisch nagy (dt. groß)                                               |
| k                                                    | k                                                                     | stimmloser, velarer Plosiv                           | Deutsch Katze Englisch kill, Französisch que                            |
| g                                                    | ɡ                                                                     | stimmhafter, velarer Plosiv                          | Deutsch gut, Englisch go                                                |
| q                                                    | q                                                                     | stimmloser, uvularer Plosiv                          | Arabisch qof                                                            |
| p\                                                   | φ (griechisches Phi)                                                  | stimmloser, bilabialer Frikativ                      | Japanisch fu                                                            |
| B                                                    | β (griechisches Beta)                                                 | stimmhafter, bilabialer Frikativ                     |                                                                         |
| f                                                    | f                                                                     | stimmloser, labiodentaler Frikativ                   | Deutsch Kraft, Englisch fool, Französisch faire                         |
| v                                                    | v                                                                     | stimmhafter, labiodentaler Frikativ                  | Deutsch Welt, Englisch voice                                            |
| T                                                    | θ (griechisches Theta)                                                | stimmloser, dentaler Frikativ                        | Englisch thing, Kastilisches Spanisch caza                              |
| D                                                    | ð (isländisches Eth) oder δ (griechisches Delta)                      | stimmhafter, dentaler Frikativ                       | Englisch this                                                           |
| s                                                    | s                                                                     | stimmloser, alveolarer Frikativ                      | Deutsch Masse, Englisch see, Spanisch sí                                |
| z                                                    | z                                                                     | stimmhafter, alveolarer Frikativ                     | Deutsch See, Englisch zoo, Französisch rose                             |
| S                                                    | ʃ                                                                     | stimmloser, postalveolarer Frikativ                  | Deutsch schön, Englisch she, Französisch chemin, Italienisch scendo     |
| Z                                                    | ʒ                                                                     | stimmhafter, postalveolarer Frikativ                 | Deutsch Garage, Französisch jour, Englisch pleasure                     |
| C                                                    | ç (c mit Cédille)                                                     | stimmloser, palataler Frikativ                       | Deutsch ich, Griechisch [Ceri] (dt. Hand)                               |
| j\ (jj)                                              | ʝ (j mit Querstrich unten)                                            | stimmhafter, palataler Frikativ                      | Spanisch yate, hielo                                                    |
| x                                                    | x                                                                     | stimmloser, velarer Frikativ                         | Deutsch Buch, Spanisch ojo                                              |
| G                                                    | γ (griechisches Gamma)                                                | stimmhafter, velarer Frikativ                        | Niederländisch tegen                                                    |
| M\                                                   | ɰ (auf dem Kopf stehendes m mit senkrechter Serife nach unten rechts) | velarer Approximant                                  | Spanisch aguantar, algo                                                 |
| h                                                    | h                                                                     | stimmloser, glottaler Frikativ                       | Deutsch Hand, Englisch ham                                              |
| h\                                                   | ɦ (h mit Bogen oben nach oben rechts)                                 | stimmhafter, glottaler Frikativ                      | Tschechisch Praha                                                       |
| m                                                    | m                                                                     | bilabialer Nasal (Phonetik)                          | Deutsch Mann, Englisch match                                            |
| F                                                    | ɱ (m mit Bogen am Ende nach unten links)                              | labiodentaler Nasal                                  | Spanisch infierno                                                       |
| n                                                    | n                                                                     | alveolarer Nasal                                     | Deutsch nein, Englisch nose                                             |
| J                                                    | ɲ (n mit Bogen am Anfang nach unten links)                            | palataler Nasal                                      | Spanisch año, Französisch oignon, Italienisch gnocchi, Ungarisch anya   |
| N                                                    | ŋ (n mit Bogen am Ende nach unten links)                              | velarer Nasal                                        | Deutsch Ring, Englisch singer                                           |
| l                                                    | l                                                                     | alveolarer Lateral                                   | Deutsch links, Englisch left                                            |
| L                                                    | ʎ auf dem Kopf stehendes y oder λ (griechisches Lambda)               | palataler Lateral                                    | Italienisch aglio, Katalanisch colla                                    |
| 5                                                    | ɫ (l mit Tilde in der Mitte)                                          | velarisierter, dentaler Lateral                      | Englisch milk (dunkles l), Katalanisch alga, Russisch лампа (dt. Lampe) |
| 4 (r)                                                | ɾ (r ohne Serife oben links)                                          | alveolarer Vibrant mit einem Zungenschlag            | Spanisch pero                                                           |
| r (rr)                                               | ɽ (r mit nach rechts gerichteter Serife unten)                        | alveolarer Vibrant mit mehreren Zungenschlägen       | Spanisch perro, rey                                                     |
| r\`                                                  | ɻ (auf den Kopf gestelltes r mit Häkchen)                             | retroflexer, alveolarer Approximant                  | Englisch run, very                                                      |
| R                                                    | ʀ (Kapitälchen-R)                                                     | uvularer Vibrant                                     | Standarddeutsch reich, Französisch rue                                  |
| w                                                    | w                                                                     | gerundeter, hinterer Halbvokal                       | Englisch we, Französisch oui, Spanisch hueso                            |
| H                                                    | ɥ (auf dem Kopf stehendes, gespiegeltes h)                            | gerundeter, vorderer Halbvokal                       | Französisch huit                                                        |
| j                                                    | j                                                                     | ungerundeter, vorderer Halbvokal                     | Deutsch ja, Englisch yes, Französisch yeux                              |

| p | b |

| t | d |

| tS | dZ |

| c | J\ |

| k | g |

| q | G\ |

| ? |

| P | B |

| f | v |

| T | D |

| s | z |

| S | Z |

| C | j\ |

| x | G |

| X | R |

| X\ | ?\ |

| h | h\ |

| 4   |
| r   |
| r\` |

Anmerkung: Insbesondere im Spanischen und im Italienischen werden der alveolare Vibrant mit mehreren Zungenschlägen [rr] und der alveolare Vibrant mit nur einem Zungenschlag [r] voneinander unterschieden, vgl. im Spanischen das Gegensatzpaar pero (dt. aber) – perro (dt. Hund). Ebenfalls für das Spanische wird [jj] für den palatalen Frikativ in Mallorca zur Abgrenzung gegen den Halbvokal [j] in hoy (dt. heute) verwendet. Vorgeschlagen wurde, für den alveolaren Vibranten mit nur einem Zungenschlag [4] zu verwenden, um [r] dem alveolaren Vibranten mit mehreren Zungenschlägen zuordnen zu können (entsprechend dem IPA-System), und ferner [j\] für den palatalen Frikativ zu verwenden. Dies entspräche der Richtlinie, nur ein Zeichen pro IPA-Symbol zu verwenden (mit dem umgekehrten Schrägstrich werden Alternativzeichen erzeugt).

## Vokalmodifizierer
- [ ~, _~ ] nach einem Vokal bedeutet Nasalisierung des Vokals (z. B. Französisch bon [bO~]).
- [ : ] nach einem Vokal bedeutet Längung des Vokals (z. B. Deutsch hoch [ho:x], Japanisch shōshō [So:So:], Englisch see [si:]).
- [ ` ] Gravis nach einem Vokal bedeutet R-Färbung (z. B. US-Englisch bird [b3`d]).
- [ _^ ] bezeichnet einen nichtsilbischen Vokal (IPA: Bogen unter dem Vokalzeichen)

## Konsonantenmodifizierer
- [ ` ] (Gravis) Konsonant wird retroflex gebildet
- [ _a ] Konsonant wird apikal gebildet (IPA: nach unten gekehrte Brücke unter dem Konsonanten): [s_a] apikales s
- [ _d ] Konsonant wird dental gebildet (IPA: Brücke unter dem Konsonanten)
- [ _G ] Velarisierung (IPA: hochgestelltes Gamma)
- [ _h ] Aspirierung (IPA: hochgestelltes 'h'); Behauchung wie im Deutschen nach den Plosiven p, t, k
- [ _j, ' ] Palatalisierung (IPA: hochgestelltes 'j')
- [ _m ] Laminalisierung (IPA: tiefgestelltes Kästchen)
- [ _w ] Labialisierung (IPA: hochgestelltes 'w')
- [ _< ] Implosivlaut (stimmhafter Plosiv)
- [ _> ] Ejektivlaut (stimmloser Plosiv)
- [ _=, =] silbischer Konsonant (IPA: senkrechter Strich unter dem Konsonanten), z. B. im Deutschen in Schwasilben: geben [gebm=]; im Englischen z. B. in bottle ["bOtl=], button ["bVtn=]